# Unione Sportiva Fiorenzuola 1922 2022-2023
Questa voce raccoglie le informazioni riguardanti l'US Fiorenzuola 1922 nelle competizioni ufficiali della stagione 2022-2023.

## Stagione
Nella stagione 2022-2023 il Fiorenzuola disputa il quattordicesimo campionato della sua storia in Serie C, il secondo consecutivo.
I rossoneri vengono inseriti, diversamente dall’annata precedente, nel girone B, che raggruppa squadre del centro e del nord Italia; all'inizio della stagione la squadra, reduce dalla salvezza ottenuta nel campionato precedente, parte con l'obiettivo dichiarato di migliorare il piazzamento della passata stagione, andando quindi oltre all'ottenimento della permanenza in categoria. Per raggiungere il traguardo viene confermata lo staff tecnico guidato da Luca Tabbiani, al quale si aggiunge, in qualità di collaboratore, l'ex capitano Ettore Guglieri, ritiratosi al termine dell'annata precedente.
La prima partita stagionale, disputata il 4 settembre, vede i rossoneri vincere 1-0 l'incontro casalingo contro la Fermana valido per la prima giornata di campionato.
Il 5 ottobre si disputa il primo turno di Coppa Italia, che vede il Fiorenzuola ospitare la Lucchese, la partita viene sospesa dopo che era stato necessario l'intervento dell'eliambulanza per soccorrere l'attaccante fiorenzuolano Nicola Anelli, rimasto a terra dopo un contrasto di gioco al ventunesimo minuto; la ripresa della partita, tenutasi la settimana successiva, vede i toscani imporsi ai rigori per 5-3 con la conseguente eliminazione del Fiorenzuola dalla competizione.
L'inizio del campionato vede i rossoneri totalizzare 18 punti nelle prime otto giornate, con cinque vittorie consecutive tra la quarta e l'ottava giornata, tra cui il 5-0 casalingo contro la Reggiana, che portano il Fiorenzuola al primo posto in classifica. La striscia di vittorie dei rossoneri si interrompe il 19 ottobre con la sconfitta casalinga per 1-0 patita ad opera del Gubbio. Nella restante parte del girone di andata i piacentini rimangono comunque nella parte alta della classifica, concludendo la fase ascendente del torneo in sesta posizione, con 32 punti.
A partire dalla pausa natalizia, i valdardesi vanno incontro ad un periodo di difficoltà: all'inizio di febbraio, dopo una serie di sette sconfitte in otto partite consecutive la squadra scende all'undicesimo posto, al di fuori della zona play-off; il periodo avaro di risultati, complici diversi infortuni che colpiscono i calciatori piacentini, continua anche lungo i mesi di marzo e aprile, con rossoneri che si ritrovano coinvolti nella lotta per evitare i play-out, arrivando all'ultima giornata di campionato con ancora la salvezza diretta da conquistare matematicamente. Nel turno finale, nonostante la sconfitta per 1-0 sul campo del San Donato Tavarnelle, i rossoneri ottengono la salvezza diretta, chiudendo il campionato alla pari di Olbia e Torres a quota 41 punti, solo nove dei quali ottenuti nell'intero girone discendente del campionato.

## Divise e sponsor
| 1ª divisa | 2ª divisa | 3ª divisa |

## Organigramma societario
Dal sito internet ufficiale della società.
Area direttiva
- Presidente: Luigi Pinalli
- Vice presidenti: Giovanni Pighi e Daniele Baldrighi
- Consiglieri: Luca Baldrighi e Pier Fiorenzo Orsi

Area organizzativa
- Direttore sportivo: Marco Bernardi
- Segretario generale: Giuseppe Romeo
- Segretaria amministrativa: Alessandra Foletti
- Collaboratore societario: Roberto Pezza
- Responsabile comunicazione: Andrea Fanzini
- Direttore sportivo Academy: Mariano Guarneri
- Segretario Academy: Nicolò Marcotti
- Responsabile organizzativo Academy: Lino Boiardi
- Magazzinieri: Giacomo Grolli e Gianni Rossetti

Dal sito internet ufficiale della società.
Area tecnica
- Allenatore: Luca Tabbiani
- Vice allenatore: Michele Coppola
- Preparatore atletico: Paolo Bertoncini
- Collaboratore tecnico: Ettore Guglieri
- Preparatore dei portieri: Emilio Tonoli
- Team Manager: Luca Baldrighi

Area sanitaria
- Medico sociale: Massimiliano Manzotti

## Rosa
| N. |                    | Ruolo | Calciatore             |
| -- | ------------------ | ----- | ---------------------- |
| 1  | Italia (bandiera)  | P     | Matteo Sorzi           |
| 3  | Italia (bandiera)  | D     | Moustapha Yabre        |
| 4  | Italia (bandiera)  | D     | Simone Potop           |
| 5  | Italia (bandiera)  | D     | Filippo Frison         |
| 6  | Italia (bandiera)  | D     | Andrea Bondioli        |
| 7  | Italia (bandiera)  | A     | Blue Mamona            |
| 7  | Italia (bandiera)  | A     | Marcello Sereni        |
| 8  | Italia (bandiera)  | C     | Riccardo Stronati      |
| 9  | Italia (bandiera)  | A     | Ferdinando Mastroianni |
| 10 | Brasile (bandiera) | A     | Francisco Sartore      |
| 11 | Italia (bandiera)  | A     | Filippo Scardina       |
| 12 | Italia (bandiera)  | P     | Nicholas Battaiola     |
| 14 | Italia (bandiera)  | C     | Edoardo Oneto          |
| 16 | Italia (bandiera)  | C     | Alessandro Quaini      |
| 17 | Italia (bandiera)  | A     | Nicola Anelli          |
| 18 | Italia (bandiera)  | D     | Francesco Coghetto     |
| 19 | Italia (bandiera)  | C     | Christian Sussi        |

| N. |                   | Ruolo | Calciatore                   |
| -- | ----------------- | ----- | ---------------------------- |
| 20 | Italia (bandiera) | D     | Riccardo Oddi                |
| 21 | Italia (bandiera) | A     | Mattia Morello               |
| 22 | Italia (bandiera) | P     | Tommaso Iselle               |
| 23 | Italia (bandiera) | C     | Michele Currarino (capitano) |
| 24 | Italia (bandiera) | C     | Ettore Arduini               |
| 24 | Italia (bandiera) | C     | Marco Bontempi               |
| 26 | Italia (bandiera) | C     | Enrico Di Gesù               |
| 27 | Italia (bandiera) | D     | Tommaso Cavalli              |
| 28 | Italia (bandiera) | C     | Carlo Caffarra               |
| 29 | Canada (bandiera) | C     | Lucas Areco                  |
| 31 | Italia (bandiera) | C     | Mattia Fiorini               |
| 32 | Italia (bandiera) | D     | Christian Dimarco            |
| 36 | Italia (bandiera) | C     | Gabriele Piccinini           |
| 45 | Italia (bandiera) | D     | Federico Danovaro            |
| 70 | Italia (bandiera) | A     | Elia Giani                   |
| 77 | Italia (bandiera) | A     | Destiny Egharevba            |
| 80 | Italia (bandiera) | C     | Samuele Giallombardo         |

## Calciomercato
Dei giocatori parte della rosa durante la stagione precedente vengono confermati il portiere Battaiola, i difensori Cavalli, Danovaro e Potop, i centrocampisti Currarino, Fiorini, Oneto Stronati e gli attaccanti Giani, Mamona, Mastroianni e Sartore.
Lasciano la squadra il portiere Burigana, i difensori Dimarco e Fracassini, i centrocampisti Nelli e Piccinini e gli attaccanti Bruschi e Zunno che fanno ritorno, alla scadenza del prestito, alle società detentrici del loro cartellino, i difensori Ferri e Varoli e i centrocampisti Gerace e Ghisolfi, svincolati, il centrocampista Guglieri, che si ritira dal calcio giocato, l’attaccante Arrondini, che rescinde il contratto, i giovani Colleoni, Parenti e Gazzola, svincolati, il portiere Maini, ceduto in prestito al Piccardo Traversetolo, e il difensore Marmiroli, ceduto in prestito al Colorno, nonché i difensori Facchini e Romeo e l'attaccante Maffei, anch’essi svincolati dopo il rientro dai rispettivi prestiti.
Nella sessione estiva vengono acquistati i portieri Iselle, a titolo definitivo dal Parma, e Sorzi, liberatosi dal Lentigione, i difensori Bondioli, liberatosi dal Legnago retrocesso, Coghetto, liberatosi dalla Caronnese, Frison, in prestito dalla Fiorentina, Oddi, a titolo definitivo dal Milan, e Yabre, in prestito dalla SPAL, i centrocampisti Arduini, svincolato dal Follonica Gavorrano, Di Gesù, a titolo definitivo dal Milan, Quaini, a titolo definitivo dal Pisa, e Sussi, in prestito, sempre dai nerazzurri toscani, e gli attaccanti Morello e Scardina, liberatisi dalla Pergolettese.
Il 9 settembre viene annunciato l'ingaggio del centrocampista Areco, svincolato dal Borgosesia, che era stato aggregato alla squadra sin dal mese di luglio. Il successivo 1º dicembre viene annunciata la rescissione consensuale del contratto con lo stesso centrocampista canadese.
Nella sessione invernale vengono ceduti il difensore Yabre, che ritorna alla Spal, sodalizio proprietario del suo cartellino, i centrocampisti Arduini, che passa in prestito all'Arezzo e Sussi, che ritorna al Pisa, terminando così il suo periodo in prestito, e l'attaccante Mamona, il quale fa ritorno alla Cremonese, società che ne detiene il cartellino. Vengono acquistati il portiere Maini, che rientra dal prestito al Piccardo Traversetolo e viene immediatamente ceduto al Terme Monticelli, il difensore Dimarco, in prestito dal Feralpisalò, i centrocampisti Bontempi, a titolo temporaneo dalla Sampdoria, e Piccinini, che, come Dimarco, aveva già militato in rossonero nella seconda parte dell'annata precedente, in prestito dal Pisa e gli attaccanti Egharevba, in prestito dalla Fiorentina e Sereni, in prestito dal Rimini.

### Sessione estiva(dal 01/07 al 01/09)
| Acquisti | Acquisti           | Acquisti             | Acquisti      |
| R.       | Nome               | da                   | Modalità      |
| -------- | ------------------ | -------------------- | ------------- |
| P        | Tommaso Iselle     | Parma                | definitivo    |
| P        | Matteo Sorzi       |                      | svincolato    |
| D        | Andrea Bondioli    |                      | svincolato    |
| D        | Francesco Coghetto |                      | svincolato    |
| D        | Filippo Facchini   | Nibbiano & Valtidone | fine prestito |
| D        | Filippo Frison     | Fiorentina           | prestito      |
| D        | Filippo Romeo      | Salsomaggiore        | fine prestito |
| D        | Riccardo Oddi      | Milan                | definitivo    |
| D        | Moustapha Yabre    | SPAL                 | prestito      |
| C        | Ettore Arduini     |                      | svincolato    |
| C        | Tommaso Baldini    | Borgo San Donnino    | fine prestito |
| C        | Enrico Di Gesù     | Milan                | definitivo    |
| C        | Alessandro Quaini  | Pisa                 | definitivo    |
| C        | Christian Sussi    | Pisa                 | prestito      |
| A        | Claudio Maffei     | Viterbese            | fine prestito |
| A        | Filippo Scardina   |                      | svincolato    |
| A        | Mattia Morello     |                      | svincolato    |

| Cessioni | Cessioni           | Cessioni              | Cessioni                  |
| R.       | Nome               | a                     | Modalità                  |
| -------- | ------------------ | --------------------- | ------------------------- |
| P        | Piero Burigana     | Padova                | fine prestito             |
| P        | Nicola Maini       | Piccardo Traversetolo | prestito                  |
| D        | Christian Dimarco  | Inter                 | fine prestito             |
| D        | Filippo Facchini   |                       | svincolato                |
| D        | Luca Ferri         |                       | svincolato                |
| D        | Alessandro Gazzola |                       | svincolato                |
| D        | Ettore Guglieri    |                       | fine carriera             |
| D        | Brando Marmiroli   | Colorno               | prestito                  |
| D        | Filippo Romeo      |                       | svincolato                |
| D        | Fabio Varoli       |                       | svincolato                |
| C        | Tommaso Baldini    | Nibbiano & Valtidone  | prestito                  |
| C        | Ruben Colleoni     |                       | svincolato                |
| C        | Matteo Gerace      |                       | svincolato                |
| C        | Fabio Ghisolfi     |                       | svincolato                |
| C        | Jacopo Nelli       | Modena                | fine prestito             |
| C        | Gabriele Piccinini | Pisa                  | fine prestito             |
| C        | Carlo Parenti      |                       | svincolato                |
| A        | Davide Arrondini   |                       | risoluzione del contratto |
| A        | Nicolò Bruschi     | Pisa                  | fine prestito             |
| A        | Claudio Maffei     |                       | svincolato                |

### Sessione invernale(dal 02/01 al 31/01)
| Acquisti | Acquisti           | Acquisti              | Acquisti      |
| R.       | Nome               | da                    | Modalità      |
| -------- | ------------------ | --------------------- | ------------- |
| P        | Nicola Maini       | Piccardo Traversetolo | fine prestito |
| D        | Christian Dimarco  | Feralpisalò           | prestito      |
| C        | Marco Bontempi     | Sampdoria             | prestito      |
| C        | Gabriele Piccinini | Pisa                  | prestito      |
| A        | Marcello Sereni    | Rimini                | prestito      |
| A        | Destiny Egharevba  | Fiorentina            | prestito      |

| Cessioni | Cessioni        | Cessioni         | Cessioni      |
| R.       | Nome            | a                | Modalità      |
| -------- | --------------- | ---------------- | ------------- |
| P        | Nicola Maini    | Terme Monticelli | prestito      |
| D        | Moustapha Yabre | SPAL             | fine prestito |
| C        | Ettore Arduini  | Arezzo           | prestito      |
| C        | Christian Sussi | Pisa             | fine prestito |
| A        | Blue Mamona     | Cremonese        | fine prestito |

### Operazioni esterne alle sessioni
| Acquisti | Acquisti    | Acquisti | Acquisti   |
| R.       | Nome        | da       | Modalità   |
| -------- | ----------- | -------- | ---------- |
| C        | Lucas Areco |          | svincolato |

| Cessioni | Cessioni    | Cessioni | Cessioni                  |
| R.       | Nome        | a        | Modalità                  |
| -------- | ----------- | -------- | ------------------------- |
| C        | Lucas Areco |          | risoluzione del contratto |

## Risultati

### Serie C

#### Girone di andata
| Arbitro: | Gauzolino (Torino) |

|             |           |  |
| Oneto 45+2’ | Marcatori |  |

| Arbitro: | Vogliacco (Bari) |

|            |           |  |
| Fedato 50’ | Marcatori |  |

| Arbitro: | Vingo (Pisa) |

|                          |           |  |
| Paolucci 14’ Martina 28’ | Marcatori |  |

| Arbitro: | Bozzetto (Torino) |

|                     |           |  |
| Stronati 30’ (rig.) | Marcatori |  |

| Arbitro: | Restaldo (Ivrea) |

|  |           |                            |
|  | Marcatori | 45’ Mastroianni 89’ Mamona |

| Arbitro: | Andreano (Prato) |

|                                                    |           |  |
| Morello 19’, 26’ Sartore 35’ Oneto 57’ Di Gesù 88’ | Marcatori |  |

| Arbitro: | Zanotti (Rimini) |

|           |           |                             |
| Nanni 86’ | Marcatori | 31’ Morello 89’ Mastroianni |

| Arbitro: | Djurdjevic (Trieste) |

|              |           |  |
| Stronati 31’ | Marcatori |  |

| Arbitro: | Petrella (Viterbo) |

|  |           |             |
|  | Marcatori | 15’ Mbakogu |

| Arbitro: | Bodgan (Pordenone) |

|                             |           |                 |
| Albertini 22’ Corazza 90+5’ | Marcatori | 29’ Mastroianni |

| Arbitro: | Costanza (Agrigento) |

|  |           |              |
|  | Marcatori | 80’ Faggioli |

| Arbitro: | Cherchi (Carbonia) |

|  |           |             |
|  | Marcatori | 71’ Morello |

| Arbitro: | Cavaliere (Paola) |

|                            |           |  |
| Sartore 22’ Stronati 90+3’ | Marcatori |  |

| Arbitro: | Mastrodomenico (Matera) |

|             |           |  |
| Aurelio 25’ | Marcatori |  |

| Fiorenzuola 26 novembre 2022, ore 14.30 CET 15ª giornata | Fiorenzuola       | 0 – 0 referto | Alessandria | Stadio comunale di Fiorenzuola d'Arda (748 spett.)\| Arbitro: \| Burlando (Genova) \| |
| Arbitro:                                                 | Burlando (Genova) |               |             |                                                                                       |

| Arbitro: | Emanuele (Pisa) |

|  |           |                 |
|  | Marcatori | 75’ Mastroianni |

| Arbitro: | Lovison (Padova) |

|                         |           |              |
| Stronati 67’ Frison 88’ | Marcatori | 61’ Delcarro |

| Arbitro: | Virgilio (Trapani) |

|              |           |                 |
| Paloschi 86’ | Marcatori | 10’ Mastroianni |

| Arbitro: | Giangi (Enna) |

|                 |           |                         |
| Mastroianni 28’ | Marcatori | 13’ Russo 32’ Marzierli |

#### Girone di ritorno
| Arbitro: | Di Cicco (Lanciano) |

|                                                 |           |                           |
| Fischnaller 24’ Giandonato 35’, 90+5’ Romeo 39’ | Marcatori | 53’ Currarino 72’ Morello |

| Arbitro: | Gianquinto (Parma) |

|  |           |                                         |
|  | Marcatori | 43’ Fedato 52’ Di Paola 56’ Pucciarelli |

| Arbitro: | Restaldo (Ivrea) |

|  |           |             |
|  | Marcatori | 42’ Moretti |

| Arbitro: | Gemelli (Messina) |

|  |           |               |
|  | Marcatori | 48’ Currarino |

| Arbitro: | Bozzetto (Bergamo) |

|                     |           |                       |
| Scardina 77’ (rig.) | Marcatori | 42’ Simeri 50’ Mamona |

| Arbitro: | Marotta (Sapri) |

|                           |           |  |
| Pellegrini 12’ Lanini 25’ | Marcatori |  |

| Arbitro: | Renzi (Pesaro) |

|  |           |                    |
|  | Marcatori | 54’ (rig.) Ragatzu |

| Arbitro: | Ceriello (Chiari) |

|             |           |                    |
| Italeng 36’ | Marcatori | 20’ (rig.) Fiorini |

| Gubbio 19 febbraio 2023, ore 14.30 CET 28ª giornata | Gubbio                | 0 – 0 referto | Fiorenzuola | Stadio Pietro Barbetti (745 spett.)\| Arbitro: \| Gandino (Alessandria) \| |
| Arbitro:                                            | Gandino (Alessandria) |               |             |                                                                            |

| Fiorenzuola 26 febbraio 2023, ore 14.30 CET 29ª giornata | Fiorenzuola        | 0 – 0 referto | Cesena | Stadio comunale di Fiorenzuola d'Arda (695 spett.)\| Arbitro: \| Monaldi (Macerata) \| |
| Arbitro:                                                 | Monaldi (Macerata) |               |        |                                                                                        |

| Arbitro: | Taricone (Perugia) |

|                             |           |               |
| Zamparo 3’, 24’ Corbari 65’ | Marcatori | 86’ Piccinini |

| Arbitro: | Zago (Conegliano) |

|  |           |              |
|  | Marcatori | 14’ Ferrante |

| Arbitro: | Gemelli (Messina) |

|                              |           |  |
| Energe 12’ Bernardotto 90+5’ | Marcatori |  |

| Arbitro: | Gasperotti (Rovereto) |

|  |           |                                                 |
|  | Marcatori | 13’, 80’, 85’ (rig.) Nicastro 68’ (rig.) Cioffi |

| Arbitro: | Iacobellis (Pisa) |

|            |           |              |
| Lamesta 9’ | Marcatori | 23’ Bontempi |

| Arbitro: | Vergaro (Bari) |

|                   |           |                                               |
| Sereni 13’ (rig.) | Marcatori | 10’ Antonelli 61’ (rig.) Diakite 90+3’ Masala |

| Arbitro: | Taricone (Perugia) |

|             |           |              |
| Delcarro 8’ | Marcatori | 78’ Bondioli |

| Arbitro: | Ceriello (Chiari) |

|                 |           |            |
| Mastroianni 55’ | Marcatori | 2’ Belloni |

| Arbitro: | Cerbasi (Arezzo) |

|          |           |  |
| Sepe 15’ | Marcatori |  |

### Coppa Italia Serie C
| Arbitro: | Renzi (Pesaro) |

|                              |                      |                                             |
| Fiorini Morello Oneto Quaini | Tiri di rigore 3 – 5 | Alagna Bruzzaniti Franco Maddaloni Mastalli |

## Statistiche

### Statistiche di squadra
| Competizione         | Punti | In casa | In casa | In casa | In casa | In casa | In casa | In trasferta | In trasferta | In trasferta | In trasferta | In trasferta | In trasferta | Totale | Totale | Totale | Totale | Totale | Totale | D.R. |
| Competizione         | Punti | G       | V       | N       | P       | Gf      | Gs      | G            | V            | N            | P            | Gf           | Gs           | G      | V! N   | P      | Gf     | Gs     |        | D.R. |
| -------------------- | ----- | ------- | ------- | ------- | ------- | ------- | ------- | ------------ | ------------ | ------------ | ------------ | ------------ | ------------ | ------ | ------ | ------ | ------ | ------ | ------ | ---- |
| Serie C              | 41    | 19      | 6       | 3       | 10      | 16      | 21      | 19           | 5            | 5            | 9            | 15           | 23           | 38     | 11     | 8      | 19     | 31     | 44     | -13  |
| Coppa Italia Serie C |       | 1       | 0       | 1       | 0       | 0       | 0       | 0            | 0            | 0            | 0            | 0            | 0            | 1      | 0      | 1      | 0      | 0      | 0      | 0    |
| Totale               |       | 20      | 6       | 4       | 10      | 16      | 21      | 19           | 5            | 5            | 9            | 15           | 23           | 39     | 11     | 9      | 19     | 31     | 44     | -13  |

### Andamento in campionato
| Giornata  | 1 | 2  | 3  | 4 | 5 | 6 | 7 | 8 | 9 | 10 | 11 | 12 | 13 | 14 | 15 | 16 | 17 | 18 | 19 | 20 | 21 | 22 | 23 | 24 | 25 | 26 | 27 | 28 | 29 | 30 | 31 | 32 | 33 | 34 | 35 | 36 | 37 | 38 |
| --------- | - | -- | -- | - | - | - | - | - | - | -- | -- | -- | -- | -- | -- | -- | -- | -- | -- | -- | -- | -- | -- | -- | -- | -- | -- | -- | -- | -- | -- | -- | -- | -- | -- | -- | -- | -- |
| Luogo     | C | T  | T  | C | T | C | T | C | C | T  | C  | T  | C  | T  | C  | T  | C  | T  | C  | T  | C  | C  | T  | C  | T  | C  | T  | T  | C  | T  | C  | T  | C  | T  | C  | T  | C  | T  |
| Risultato | V | P  | P  | V | V | V | V | V | P | P  | P  | V  | V  | P  | N  | V  | V  | N  | P  | P  | P  | P  | V  | P  | P  | P  | N  | N  | N  | P  | P  | P  | P  | N  | P  | N  | N  | P  |
| Posizione | 4 | 11 | 13 | 8 | 5 | 3 | 2 | 1 | 1 | 5  | 8  | 7  | 3  | 8  | 8  | 6  | 4  | 6  | 6  | 8  | 9  | 10 | 8  | 8  | 10 | 11 | 10 | 11 | 11 | 11 | 12 | 12 | 13 | 13 | 13 | 14 | 14 | 14 |

Legenda:

Luogo: C = Casa; T = Trasferta. Risultato: V = Vittoria; N = Pareggio; P = Sconfitta.

### Statistiche dei giocatori
Sono in corsivo i calciatori che hanno lasciato la società a stagione in corso.
| Giocatore       | Serie C  | Serie C | Serie C     | Serie C    | Coppa Italia Serie C | Coppa Italia Serie C | Coppa Italia Serie C | Coppa Italia Serie C | Totale   | Totale | Totale      | Totale     |
| Giocatore       | Presenze | Reti    | Ammonizioni | Espulsioni | Presenze             | Reti                 | Ammonizioni          | Espulsioni           | Presenze | Reti   | Ammonizioni | Espulsioni |
| --------------- | -------- | ------- | ----------- | ---------- | -------------------- | -------------------- | -------------------- | -------------------- | -------- | ------ | ----------- | ---------- |
| N. Anelli       | 7        | 0       | 0           | 0          | 1                    | 0                    | 0                    | 0                    | 8        | 0      | 0           | 0          |
| E. Arduini      | 1        | 0       | 0           | 0          | 1                    | 0                    | 0                    | 0                    | 2        | 0      | 0           | 0          |
| L. Areco        | 0        | 0       | 0           | 0          | 1                    | 0                    | 0                    | 0                    | 1        | 0      | 0           | 0          |
| N. Battaiola    | 37       | -43     | 2           | 0          | 0                    | 0                    | 0                    | 0                    | 37       | -43    | 2           | 0          |
| A. Bondioli     | 23       | 1       | 4           | 0          | 1                    | 0                    | 0                    | 0                    | 24       | 1      | 4           | 0          |
| M. Bontempi     | 6        | 1       | 1           | 0          | 0                    | 0                    | 0                    | 0                    | 6        | 1      | 1           | 0          |
| C. Caffarra     | 0        | 0       | 0           | 0          | 0                    | 0                    | 0                    | 0                    | 0        | 0      | 0           | 0          |
| T. Cavalli      | 15       | 0       | 1           | 0          | 1                    | 0                    | 0                    | 0                    | 16       | 0      | 1           | 0          |
| F. Coghetto     | 4        | 0       | 0           | 0          | 1                    | 0                    | 0                    | 0                    | 5        | 0      | 0           | 0          |
| M. Currarino    | 29       | 2       | 9           | 0          | 0                    | 0                    | 0                    | 0                    | 29       | 2      | 9           | 0          |
| F. Danovaro     | 32       | 0       | 3           | 0          | 0                    | 0                    | 0                    | 0                    | 32       | 0      | 3           | 0          |
| C. Dimarco      | 11       | 0       | 3           | 1          | 0                    | 0                    | 0                    | 0                    | 11       | 0      | 3           | 1          |
| E. Di Gesù      | 23       | 1       | 2           | 0          | 1                    | 0                    | 0                    | 0                    | 24       | 1      | 2           | 0          |
| D. Egharevba    | 10       | 0       | 0           | 0          | 0                    | 0                    | 0                    | 0                    | 10       | 0      | 0           | 0          |
| M. Fiorini      | 34       | 1       | 9           | 1          | 1                    | 0                    | 0                    | 0                    | 35       | 1      | 9           | 1          |
| F. Frison       | 14       | 1       | 0           | 0          | 1                    | 0                    | 1                    | 0                    | 15       | 1      | 1           | 0          |
| S. Giallombardo | 0        | 0       | 0           | 0          | 1                    | 0                    | 0                    | 0                    | 1        | 0      | 0           | 0          |
| E. Giani        | 29       | 0       | 4           | 0          | 0                    | 0                    | 0                    | 0                    | 29       | 0      | 4           | 0          |
| T. Iselle       | 0        | 0       | 0           | 0          | 0                    | 0                    | 0                    | 0                    | 0        | 0      | 0           | 0          |
| B. Mamona       | 20       | 1       | 0           | 0          | 1                    | 0                    | 0                    | 0                    | 21       | 1      | 0           | 0          |
| F. Mastroianni  | 33       | 7       | 6           | 0          | 0                    | 0                    | 0                    | 0                    | 33       | 7      | 6           | 0          |
| M. Morello      | 30       | 5       | 1           | 0          | 1                    | 0                    | 0                    | 0                    | 31       | 5      | 1           | 0          |
| R. Oddi         | 29       | 0       | 3           | 0          | 1                    | 0                    | 0                    | 0                    | 30       | 0      | 3           | 0          |
| E. Oneto        | 9        | 2       | 1           | 0          | 1                    | 0                    | 0                    | 0                    | 10       | 2      | 1           | 0          |
| G. Piccinini    | 16       | 1       | 0           | 0          | 0                    | 0                    | 0                    | 0                    | 16       | 1      | 0           | 0          |
| S. Potop        | 24       | 0       | 5           | 1          | 1                    | 0                    | 0                    | 0                    | 25       | 0      | 5           | 1          |
| A. Quaini       | 35       | 0       | 11          | 1          | 1                    | 0                    | 1                    | 0                    | 36       | 0      | 12          | 1          |
| F. Sartore      | 31       | 2       | 5           | 0          | 0                    | 0                    | 0                    | 0                    | 31       | 2      | 5           | 0          |
| F. Scardina     | 15       | 1       | 2           | 0          | 0                    | 0                    | 0                    | 0                    | 15       | 1      | 2           | 0          |
| M. Sereni       | 16       | 1       | 2           | 0          | 0                    | 0                    | 0                    | 0                    | 16       | 1      | 2           | 0          |
| M. Sorzi        | 1        | -1      | 0           | 0          | 1                    | 0                    | 0                    | 0                    | 2        | -1     | 0           | 0          |
| R. Stronati     | 31       | 4       | 6           | 0          | 0                    | 0                    | 0                    | 0                    | 31       | 4      | 6           | 0          |
| C. Sussi        | 13       | 0       | 4           | 0          | 1                    | 0                    | 1                    | 0                    | 14       | 0      | 5           | 0          |
| M. Yabre        | 5        | 0       | 1           | 0          | 0                    | 0                    | 0                    | 0                    | 5        | 0      | 1           | 0          |

## Giovanili

### Organigramma
- Responsabile settore giovanile: Settimio Lucci[64]
- Responsabile organizzativo: Stefano Marmiroli[64]
- Segretario settore giovanile: Nicolò Marcotti[64]
- Responsabile segreteria: Elio Bravi[64]
- Responsabile gestione impianti Academy: Silvano Marcotti[64]
- Responsabile medico: Bruno Sartori[64]
- Magazziniere: Angelo Nepe[64]
- Autista: Maurizio Monti[64]
- Dirigenti Accompagnatori: Enrico Bernardi, Roberto Franzini e Stefano Beltrami[64]

Primavera
- Allenatore: Francesco Turrini[64]
- Preparatore atletico: Enrico Bisagni[64]
- Preparatore dei portieri: Francesco Cavi[64]
- Collaboratore tecnico: Udalrico Tretter[64]
- Dirigente: Rinaldo Bergamaschi[64]

Under 17
- Allenatore: Niccolò Araldi[64]
- Preparatore atletico: Carlo Giua[64]
- Preparatore dei portieri: Nicola Cassinelli[64]
- Collaboratore tecnico: Andrea Brusco[64]

Under 15
- Allenatore: Matteo Riviera[64]
- Preparatore atletico: Carlo Giua[64]
- Preparatore dei portieri: Nicola Cassinelli[64]
- Collaboratore tecnico: Carlo Giua[64]

Under 14
- Allenatore: Udalrico Tretter[64]
- Preparatore atletico: Carlo Giua[64]
- Preparatore dei portieri: Nicola Cassinelli[64]
- Collaboratore tecnico: Settimio Lucci[64]

Attività di base
- Responsabile attività di base: Stefano Rapaccioli[64]
- Preparatore coordinativo attività di base: Luca Candido[64]
- Preparatore portieri attività di base: Maximiliano Fadini[64]
- Under 13: Michele Feccia e Roberto Cattadori[64]
- Under 12: Maurizio Danini e Luca Di Nola[64]
- Under 11: Andrea Soressi e Fatabo Bara[64]
- Under 10: Matteo Cerri e Umberto Bergamaschi[64]
- Under 9: Luca Candido[64]

### Piazzamenti
- Primavera 3:
  - Campionato: 9º posto (Girone A)
- Under-17:
  - Campionato: 9º posto (Girone A)
- Under-15:
  - Campionato: 10º posto (Girone A)